# Nậm Ty, Hoàng Su Phì
Nậm Ty là một xã thuộc huyện Hoàng Su Phì, tỉnh Hà Giang, Việt Nam.

## Địa lý
Xã Nậm Ty nằm ở phía đông nam huyện Hoàng Su Phì, có vị trí địa lý:
- Phía đông giáp huyện Vị Xuyên và huyện Bắc Quang
- Phía tây giáp xã Thông Nguyên và xã Nam Sơn
- Phía nam giáp xã Thông Nguyên
- Phía bắc giáp xã Nậm Dịch và xã Tả Sử Choóng.

Xã Nậm Ty có diện tích 45,30 km², dân số năm 2019 là 2.857 người, mật độ dân số đạt 63 người/km².

## Hành chính
Xã Nậm Ty được chia thành 7 thôn, bản: Ông Thượng, Hồ Piên, Nậm Piên, Nậm Ty, Tân Thượng, Tấn Xà Phìn, Yên Sơn.